# Europäischer Mathematikerkongress
Der Europäische Mathematikerkongress (englisch European Congress of Mathematics, ECM) ist ein alle vier Jahre von der European Mathematical Society (EMS) organisierter europäischer Mathematiker-Kongress.  Der erste fand 1992 in Paris statt und die Kongresse sind zeitlich genau zwischen die des International Congress of Mathematicians (ICM) gelegt. Auf den Kongressen werden auch Preise der EMS (EMS-Preis, Felix-Klein-Preis) verliehen. Die Kongresse dienen neben der Präsentation neuer Forschungsergebnisse auch der Vertiefung der Zusammenarbeit von Mathematikern in Europa und nach den offiziellen Statuten auch als Kommunikationsforum zwischen Mathematikern und allgemeiner Öffentlichkeit.
Kongresse:
1. 1992 Paris
2. 1996 Budapest
3. 2000 Barcelona
4. 2004 Stockholm
5. 2008 Amsterdam
6. 2012 Krakau
7. 2016 Berlin
8. 2020 Portorož (COVID-19-bedingt verschoben auf 2021[2][3])
9. 2024 Sevilla

Neben den Plenarvorträgen und den Vorträgen der eingeladenen Sprecher gibt es seit 2016 einen Vortrag eines der Abel-Preisträger (Abel Lecture, 2016 Endre Szemerédi), die Friedrich Hirzebruch Lecture (benannt nach dem ersten Präsidenten der EMS Friedrich Hirzebruch), zum Beispiel 2016 von Don Zagier gehalten, die Next Generation Outreach Lecture, die sich an Schüler wendet, und die Public Lecture (die sich an größeres Publikum wendet).